# 真田裕継
真田 裕継（さなだ ひろつぐ、1993年6月21日 - ）は、日本の元ラグビー選手。

## プロフィール
- 大阪府大阪市出身。
- ポジションはフランカー(FL)。
- 身長 187cm、体重 97kg
- ニックネームはさなちゃん。
- U20日本代表に選ばれたことがある[1]。

## 略歴
中学1年生からラグビーを始めた。
2012年、生野高校卒業後、大阪体育大学に入る。
2016年、大阪体育大学卒業後、日野自動車レッドドルフィンズ(現・日野レッドドルフィンズ)に加入。
2020年2月22日に行われたジャパンラグビートップリーグ第6節のサントリーサンゴリアス戦に途中出場で公式戦初出場を果たす。
2022年、現役を引退した。